# Đa tạp khả song
Trong hình học, một đa tạp n chiều {\displaystyle M} được gọi là khả song  nếu tồn tại các trường vectơ trơn
{\displaystyle \{V_{1},\dots ,V_{n}\}}
trên đa tạp, sao cho tại mọi điểm {\displaystyle p} thuộc {\displaystyle M} các vectơ tiếp tuyến
{\displaystyle \{V_{1}(p),\dots ,V_{n}(p)\}}
tạo thành một cơ sở của không gian tiếp tuyến tại {\displaystyle p}. Một cách tương đương, phân thớ tiếp tuyến là một phân thớ tầm thường; hay phân thớ khung của {\displaystyle M} có một nhát cắt toàn cục.
Một lựa chọn cụ thể của một cơ sở như vậy của các trường vectơ trên {\displaystyle M} được gọi là một trường mục tiêu của {\displaystyle M} (hay một song song hóa).

## Ví dụ
- Đường tròn là một đa tạp khả song 1 chiều.
- Mọi nhóm Lie đều là một đa tạp khả song (phép nhân nhóm cho ta một trường véc-tơ mục tiêu toàn cục).
- Định lý con nhím cho thấy S2 là không khả song. S3 là khả song, vì nó là nhóm Lie SU(2). Hình cầu khả song duy nhất khác S0, S1 và S3 là S7; điều này đã được chứng minh vào năm 1958, bởi Michel Kervaire, và bởi Raoul Bott và John Milnor, một cách độc lập. Các mặt cầu khả song S0, S1, S3 và S7 lần lượt tương ứng với các phần tử có chuẩn bằng đơn vị trong các đại số chia định chuẩn của các số thực, các số phức, các quaternion và các octonion, cho phép ta xây dựng các trường mục tiêu tương ứng. Chứng minh rằng các hình cầu khác là không khả song khó hơn và đòi hỏi các công cụ của tô pô đại số.
- Tích của các đa tạp khả song là khả song.
- Mọi đa tạp ba chiều định hướng được là khả song.